# XO-2B b
XO-2B b — экзопланета у звезды XO-2B в двойной системе XO-2. Находится на расстоянии около 500 световых лет от Солнца в созвездии Рыси.
Планета была найдена транзитным методом в 2007 году. Имеет массу 0,57 MJ и радиус 0,973 RJ. Планета относится к классу горячие юпитеры, температура на поверхности составляет примерно 1200 К.
Время оборота вокруг звезды составляет 2,6 дней на расстоянии 0,0369 а.е.